# Wasteland (Riverside)
Wasteland (stilizzato come WASTE7AND) è il settimo album in studio del gruppo musicale polacco Riverside, pubblicato il 28 settembre 2018 dalla Inside Out Music.

## Descrizione
L'album rappresenta la prima e unica pubblicazione del gruppo come trio a seguito della morte del chitarrista fondatore Piotr Grudziński, avvenuta nel febbraio 2016. Tutte le parti di chitarra elettrica e parte degli assoli sono stati curati pertanto dal frontman Mariusz Duda, il quale ha voluto mettere lo strumento in primo piano, contrariamente a quanto è stato operato con il precedente Love, Fear and the Time Machine. Ulteriori assoli di chitarra sono stati registrati dal turnista Maciej Meller, divenuto membro ufficiale dei Riverside un anno e mezzo più tardi.

Dal punto di vista musicale, Wasteland rappresenta un ritorno verso sonorità pesanti e «oscure» a detta dello stesso Duda, mentre i testi trattano principalmente tematiche post-apocalittiche:
Secondo il tastierista Michał Łapaj, l'album presenta inoltre vari riferimenti al secondo album Second Life Syndrome, come i titoli del primo e dell'ultimo brano (The Day After e The Night Before nel primo e After e Before nel secondo) e il numero complessivo dei brani.

## Promozione

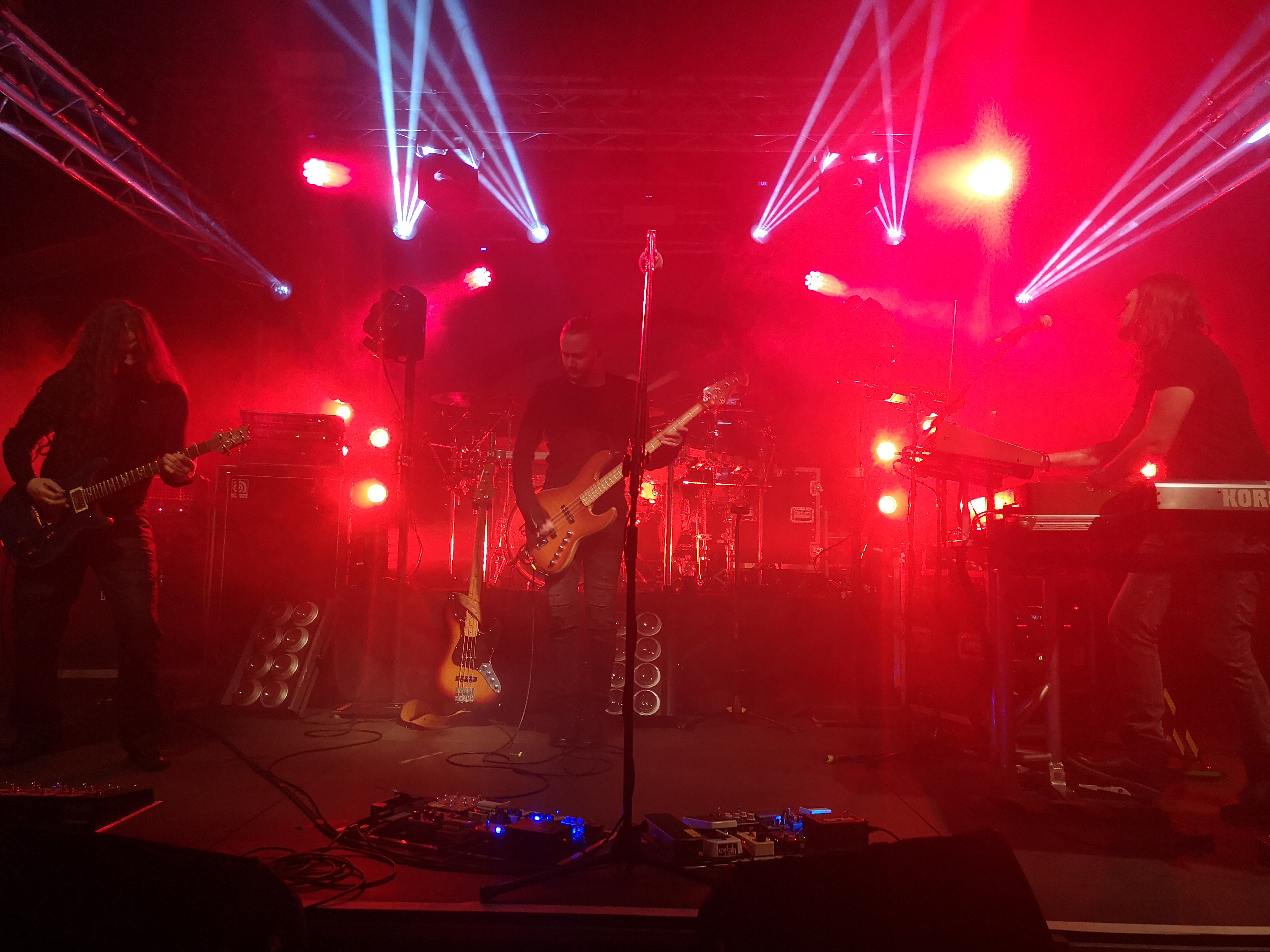
I Riverside in concerto a Milano nel 2019

Il 29 maggio 2018 i Riverside hanno annunciato il titolo dell'album e la relativa pubblicazione per il mese di settembre dello stesso anno, contemporaneamente alla conferma della formazione come trio e al rinnovo del contratto discografico con la Inside Out Music. in aggiunta è stato annunciato anche il relativo Wasteland 2018 Tour, svoltosi in Europa tra ottobre e novembre 2018.
Il 27 luglio è stato pubblicato come primo singolo Vale of Tears, terza traccia dell'album, a cui hanno fatto seguito a settembre River Down Below e Lament, quest'ultimo accompagnato anche da un video musicale. Dei tre, River Down Below ha ottenuto un buon successo in madrepatria, raggiungendo la vetta della LP3.
Il 5 marzo 2019 è stato pubblicato il video live del brano omonimo, mentre il giorno successivo i Riverside hanno tenuto la prima data del Wasteland Tour 2019 a Praga, proseguendo per altre località europee fino al 5 aprile supportati dal gruppo olandese Lesoir. Tra maggio e giugno 2019 il gruppo ha tenuto la tappa nordamericana della tournée, per poi fare ritorno a settembre in Polonia e Germania, nei rispettivi tour I'm Your Private Wasteland Tour 2019 e Wasteland Tour 2019 - German Edition, quest'ultimo con la partecipazione degli Iamthemorning come gruppo d'apertura.
Il 29 novembre 2019 il gruppo ha pubblicato un'edizione speciale di Wasteland contenente un CD con cinque brani riarrangiati in versione acustica e un DVD con la versione high-resolution audio e surround dell'album e i videoclip di Lament, River Down Below e Wasteland, quest'ultimo presentato ufficialmente il 5 dello stesso mese.
Tra febbraio e marzo 2020 i Riverside si sono esibiti nuovamente in Europa attraverso il tour Wasteland - With the Sun 2020, dovendo tuttavia cancellare due concerti in Italia, rispettivamente a Milano il 29 febbraio e a Treviso il 1º marzo, a causa della pandemia di COVID-19 diffusasi inizialmente in tali zone. La pandemia ha successivamente compromesso lo svolgersi della tournée in America meridionale a inizio aprile e di quella in Polonia originariamente programmata tra il 16 e il 26 aprile in occasione del I'm Your Private Wasteland Tour 2020, quest'ultimo inizialmente rinviato nel mese di giugno ma successivamente cancellato in via definitiva. Nel dicembre 2020 i Riverside hanno pubblicato l'album dal vivo Wasteland Tour 2018-2020, reso disponibile a coloro che hanno acquistato i biglietti della tournée polacca cancellata e agli iscritti al loro fan club.

## Tracce
Testi e musiche di Mariusz Duda, eccetto dove indicato.
1. The Day After – 1:48
2. Acid Rain – 6:03
3. Vale of Tears – 4:49
4. Guardian Angel – 4:24
5. Lament – 6:09
6. The Struggle for Survival – 9:32
7. River Down Below – 5:41
8. Wasteland – 8:25
9. The Night Before – 3:59 (musica: Michał Łapaj)

Traccia bonus nell'edizione speciale
1. River Down Below (Edit) – 4:25

Contenuto bonus nella riedizione del 2019
- DVD

1. Wasteland (Hi-Res Stereo) – 50:50
2. Wasteland (Surround Mix) – 50:50
3. Videos – 20:24

- CD – Acoustic Session

1. Vale of Tears (Acoustic) – 5:18
2. Out of Myself (Acoustic) – 3:57 (musica: Mariusz Duda, Piotr Grudziński)
3. 02 Panic Room (Acoustic) – 3:26 (musica: Mariusz Duda, Michał Łapaj)
4. River Down Below (Acoustic) – 5:01
5. Wasteland (Live Intro) – 9:00 (musica: Michał Łapaj)

## Formazione
Gruppo
- Mariusz Duda – voce, chitarra elettrica e acustica, basso, piccolo bass, banjo, assolo di chitarra (tracce 5 e 8)
- Piotr Kozieradzki – batteria
- Michał Łapaj – tastiera, sintetizzatore, Fender Rhodes, organo Hammond, theremin (traccia 8)

Altri musicisti
- Michał Jelonek – violino (tracce 1, 5, 6-II e 8)
- Maciej Meller – assolo di chitarra (tracce 2-II, 4, 6-II e 7)
- Mateusz Owczarek – assolo di chitarra (traccia 3)

Produzione
- Mariusz Duda – produzione
- Magda Srzedniccy – produzione, registrazione, missaggio, mastering
- Robert Srzedniccy – produzione, registrazione, missaggio, mastering
- Pawel "Janos" Grabowski – registrazione batteria

## Classifiche
| Classifica (2018)          | Posizione massima |
| -------------------------- | ----------------- |
| Austria                    | 39                |
| Belgio (Fiandre)           | 111               |
| Belgio (Vallonia)          | 79                |
| Finlandia                  | 30                |
| Germania                   | 13                |
| Paesi Bassi                | 28                |
| Polonia                    | 1                 |
| Regno Unito                | 83                |
| Regno Unito (rock & metal) | 2                 |
| Spagna                     | 43                |
| Stati Uniti (heatseekers)  | 16                |
| Svizzera                   | 23                |